# Serina O-acetiltransferasi
La serina O-acetiltransferasi è un enzima appartenente alla classe delle transferasi, che catalizza la seguente reazione:
acetil-CoA + L-serina ⇄ CoA + O-acetil-L-serina